# La Croix-en-Touraine
La Croix-en-Touraine – miejscowość i gmina we Francji, w Regionie Centralnym, w departamencie Indre i Loara.
Według danych na rok 1990 gminę zamieszkiwało 1798 osób, a gęstość zaludnienia wynosiła 120 osób/km² (wśród 1842 gmin Regionu Centralnego La Croix-en-Touraine plasuje się na 219. miejscu pod względem liczby ludności, natomiast pod względem powierzchni na miejscu 884.).